# Goniochernes vachoni
Goniochernes vachoni es una especie de arácnido del orden Pseudoscorpionida de la familia Chernetidae.

## Distribución geográfica
Se encuentra en el Chad.